# Pacifisme sikh
Par rapport au pacifisme sikh, Guru Nanak le fondateur de cette religion était clairement contre tout usage des armes et pour la non-violence comme seul moyen de défense. L'histoire du sous-continent indien a voulu que les Moghols envahissent le territoire des sikhs, et certains Gurus du sikhisme ont pris les armes pour défendre leur peuple. Guru Gobind Singh, le dernier gourou de chair, a dit qu'il fallait prendre l'épée qu'en dernier recours. L'épée est un attribut de tout sikh mais elle se veut le symbole du pouvoir temporel comme du pouvoir spirituel. Il reste des adeptes de Guru Nanak, les Nanak panthis qui suivent exclusivement la voie de la paix comme d'autres religions en Inde. Au niveau de la loi, le service militaire est encore obligatoire dans de nombreux pays.